# Roger Carel
Roger Bancharel, mais conhecido como Roger Carel (Paris, 14 de agosto de 1927- Aigre, 11 de setembro de 2020), foi um ator e dublador francês. É conhecido por dublar a voz original em francês do personagem Asterix.